# I Dreamed a Dream (álbum)
I Dreamed a Dream es el álbum debut de la finalista del programa Britain's Got Talent, Susan Boyle, lanzado el 23 de noviembre del 2009.
El álbum se convirtió en Amazon.com en el álbum más vendido en la preventa el 4 de septiembre de 2009 casi 3 meses antes de la publicación del disco. En el Reino Unido, el álbum de Susan Boyle fue certificado como el disco más rápidamente vendido de todos los tiempos con 450.000 copias en un mínimo tiempo, solo superado por Leona Lewis. En Estados Unidos vendió en su primera semana 700.000 copias del disco, rompiendo el récord para el más alto debut de la historia para un solo nuevo artista femenina en la era de SoundScan, superando B'day Beyoncé que tuvo 541.000 de copias vendidas. Hasta la fecha y en tan solo un mes de la salida del CD al mercado, ha conseguido sobrepasar los 6.000.000 de discos vendidos en todo el mundo, convirtiéndose de esta manera en el álbum más vendido del año 2009,.
A 23 de diciembre de 2009, había conseguido 33 Discos de Platino y 14 de Oro en el mundo. Reino Unido (6 Platinos), Estados Unidos (3 Platinos), Canadá (4 Platinos), Irlanda (6 Platinos), Australia (5 Platinos), Nueva Zelanda (8 Platinos) y Singapur (1 Platino). Disco de Oro en Japón, México, Suiza, Argentina, Hong Kong, Sudáfrica, Holanda, Alemania, Suecia, Bélgica, Noruega, Austria, Francia, República Checa y Taiwán.

## Información
El álbum en Amazon.com se convirtió en un éxito en preventas el 4 de septiembre del 2009, tres meses antes de su lanzamiento programado. Para luego vender más de 10.000.000 de copias en todo el mundo.
El primer sencillo fue "Wild Horses", una canción original de los Rolling Stones. Para dar como segundo tema promocional la versión "I Dreamed a Dream".

## Lista de canciones
Se confirmó en la página de Boyle, la lista de canciones del álbum:
| Edición Estándar |                        |                                                          |                                 |          |  |
| N.º              | Título                 | Escritor(es)                                             | Artista original                | Duración |  |
| 1.               | «Wild Horses»          | Mick Jagger, Keith Richards                              | The Rolling Stones              | 4:55     |  |
| 2.               | «I Dreamed a Dream»    | Claude-Michel Schönberg, Alain Boublil, Herbert Kretzmer | Patti LuPone, de Les Misérables | 3:11     |  |
| 3.               | «Cry Me a River»       | Arthur Hamilton                                          | Julie London                    | 2:43     |  |
| 4.               | «How Great Thou Art»   | Carl Boberg                                              | Himno cristiano                 | 3:13     |  |
| 5.               | «You'll See»           | Madonna, David Foster                                    | Madonna                         | 4:43     |  |
| 6.               | «Daydream Believer»    | John Stewart                                             | The Monkees                     | 3:20     |  |
| 7.               | «Up to the Mountain»   | Patty Griffin                                            | Patty Griffin                   | 3:32     |  |
| 8.               | «Amazing Grace»        | John Newton                                              | Himno cristiano                 | 3:35     |  |
| 9.               | «Who I Was Born to Be» |                                                          | Composición original            | 4:10     |  |
| 10.              | «Proud»                | Steve Mac, Wayne Hector, Andy Hill                       | Composición original            | 3:22     |  |
| 11.              | «The End of the World» | Arthur Kent, Sylvia Dee                                  | Skeeter Davis                   | 3:16     |  |
| 12.              | «Silent Night»         | Josef Mohr, Franz Xaver Gruber                           | Canción navideña                | 3:00     |  |
| 43:00            |                        |                                                          |                                 |          |  |

| Edición Bonus Track para Japón |                |                |                  |          |  |
| N.º                            | Título         | Escritor(es)   | Artista original | Duración |  |
| 1.                             | «Wings to Fly» | Kunihiko Murai | Akai Tori        | 3:57     |  |

## Posiciones en listas y ventas
| Chart (2009)                    | Peak position |
| ------------------------------- | ------------- |
| Argentinian Albums Chart        | 1             |
| Australian Albums Chart         | 1             |
| Belgian Albums Chart (Flanders) | 7             |
| Belgian Albums Chart (Wallonia) | 4             |
| Canadian Albums Chart           | 1             |
| Dutch Albums Chart              | 2             |
| Finnish Albums Chart            | 12            |
| French Albums Chart             | 8             |
| German Albums Chart             | 3             |
| Hungarian Albums Chart          | 15            |
| Irish Albums Chart              | 1             |
| Italian FIMI Albums Chart       | 21            |
| Japanese Oricon Chart           | 3             |
| Mexican Albums Chart            | 6             |
| New Zealand Albums Chart        | 1             |
| Norwegian Albums Chart          | 5             |
| Polish Albums Chart             | 23            |
| Portuguese Albums Chart         | 16            |
| Spanish Albums Chart            | 10            |
| Swedish Albums Chart            | 3             |
| Swiss Albums Chart              | 1             |
| UK Albums Chart                 | 1             |
| U.S. Billboard 200              | 1             |

| Región         | Provider | Certification | Sales/Shipments |
| -------------- | -------- | ------------- | --------------- |
| Argentina      | CAPIF    | Gold          | 20,000+         |
| Australia      | ARIA     | 4× platinum   | 630,000+        |
| France         | SNEP     |               | 22,499          |
| Canadá         | CRIA     | 4x Platinum   | 400,000         |
| Japan          | RIAJ     | 2x Platinum   | 195,000         |
| New Zealand    | RIANZ    | 8× platinum   | 150,000+        |
| México         | AMPROFON | 1× Gold       | 30,000+         |
| United States  | RIAA     | 4x Platinum   | 4,500,000+      |
| United Kingdom | BPI      | 8x Platinum   | 2,100,000       |